# Caradrina roxana
Caradrina roxana är en fjärilsart som beskrevs av Charles Boursin 1937. Caradrina roxana ingår i släktet Caradrina och familjen nattflyn. Inga underarter finns listade i Catalogue of Life.